# Dénominations de la langue catalane
Les dénominations de la langue catalane ont varié assez fortement au cours des siècles et suivant les territoires de langue catalane, Catalogne, Pays valencien et îles Baléares.

## Évolution historique des dénominations

### Aux origines
Les premières dénominations ou glottonymes de la langue catalane témoignent d'une relation dialectique avec le latin, avec lequel le catalan cohabitait. Ainsi, les premiers noms expriment déjà la relation entre les deux langues (Concile de Tours de 813). Le catalan littéraire du XIIe siècle est profondément influencé par la langue des troubadours, sorte de koinè d'occitan alors connue sous la dénomination de « provençal » ou « limousin ». La reconnaissance du catalan au XIIIe siècle avec l'accès à l'écriture et à la littérature peut être constaté avec plusieurs nouveaux noms en relation avec Rome : llengua romana (langue romaine), romanç (romance), nostre llatí (notre latin), alors que les latinistes l'appellent vulgar (vulgaire) et le peuple pla (plat) (compréhensible).
L'expansion de la langue hors de Catalogne a favorisé l'application à la langue de dénominations témoignant de l'origine :
catalanesc (catalanesque), català (catalan), llengua catalana (langue catalane). Avec cette expansion, la monarchie est associée au catalan et neutralise ainsi la division politique de son territoire comme l'indique la Chronique de Ramon Muntaner. La première preuve documentaire de l'application du terme catalan comme nom de la langue se trouve dans les Regles de trobar (vers 1290), écrites en occitan en Sicile par le Catalan Jofre de Foixà :
« si tu trobes en cantar proençals alcun mot que i sia francés o catalanesch... »
— Jofre de Foixà, Regles de trobar

### Premières différenciations terminologiques
À la fin du Moyen Âge, l'humanisme réhabilite le latin comme langue universelle, ce qui fait que le catalan reçoit vers le XVe siècle de nouvelles dénominations qui marquent le caractère local, llengua materna (langue maternelle), mallorquí (majorquin), valencià (valencien). Ces dénominations sont favorisées par la division du territoire en royaumes séparés, Royaume d'Aragon, Comté de Barcelone, Royaume de Majorque et Royaume de Valence, et, dans ce dernier cas, par la prédominance de ce royaume au sein de la Couronne d'Aragon, et son affrontement avec la Généralité de Catalogne dans la guerre civile contre Jean II.
En raison de la disparition de l'autonomie dynastique de la Couronne d'Aragon (la Maison de Barcelone), à la suite du Compromis de Caspe (1412) qui confie la couronne à la Maison de Trastamare, puis au XVIe siècle à la Maison de Habsbourg, la dénomination de catalan se réduit à sa valeur primitive de propre à la Catalogne, il en est de même du valencien et du majorquin. La confusion sur l'origine de la langue se reflète avec l'apparition du terme llemosí (langue limousine).

### Renaissance
Avec le mouvement de la Renaixença (XIXe siècle), commence la récupération du terme catalan, comme unique dénomination unitaire sur tous les territoires. Mais avant cette récupération, certaines dénominations mixtes ont été créées, qui sont utilisées surtout en Catalogne et dans le Pays valencien, comme llemosí-català (limousin-catalan) ou encore l'expression català i valencià (catalan et valencien). On trouve également le terme bacavès (ca) inventé en 1927 par Nicolau Primitiu (1877-1971) mais très peu diffusé.

### XXeetXXIesiècles
Au XXe siècle, après les deux dictatures de Primo de Rivera et de Franco qui ont persécuté le catalan, les opposants à la normalisation linguistique veulent la saboter dans la Communauté valencienne en y créant un conflit onomastique, processus qui a également été tenté dans les îles Baléares sans autant de conséquences. Dans la Communauté valencienne, du fait de la violence (un assassinat, des agressions, des bombes, des menaces, des sabotages de réunions, des campagnes de presse, etc.), seul le terme valencià (valencien) a pu être introduit dans le statut d'autonomie.
Les conséquences négatives du conflit s'atténuent dans les dernières années du XXe siècle, avec notamment l'apparition de la dénomination mixte català-valencià (catalan-valencien). Compte tenu de la persistance du conflit, les universités de la Communauté valencienne, de la Catalogne et les îles Baléares, ainsi que toute la communauté scientifique internationale défendent le nom académique de llengua catalana (langue catalane), à côté du synonyme valencià utilisé dans le statut d'autonomie, et ceci le soutien de plusieurs décisions judiciaires.
En 2005, la résolution concernant les principes et critères pour la protection du nom et de l'identité du valencien (en) prise par l'Académie valencienne de la langue reconnait l'unité du catalan-valencien et le droit d'utiliser les deux dénominations (valencien ou catalan) pour désigner la même langue.